# Grote donkere vlek

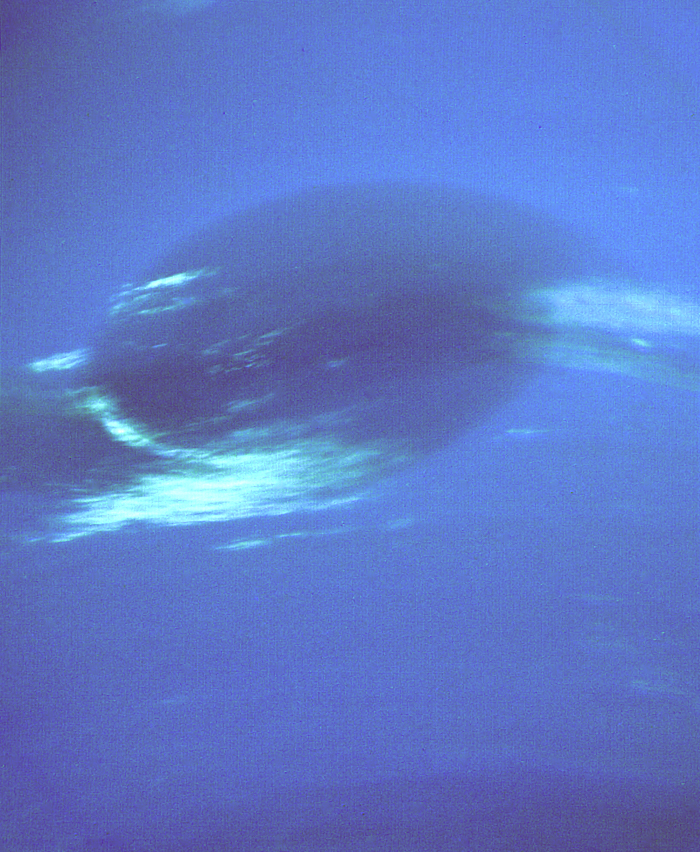
De Grote Donkere Vlek, door Voyager 2

De grote donkere vlek (ook wel bekend als GDS-89) is de naam van een hogedrukgebied op Neptunus dat lijkt op Jupiters grote rode vlek.
De storm werd voor het eerst in 1989 waargenomen door de Voyager 2. Net als bij Jupiter betreft het een hogedrukgebied. Het binnenste van de vlek is relatief wolkenloos. In tegenstelling tot de vlek op Jupiter, die al honderden jaren voortduurt, lijkt de grote donkere vlek jonger te zijn en wordt hij om de zoveel jaar gevormd, waarna hij weer verdwijnt. Deze veronderstelling is gebaseerd op waarnemingen van de Voyager 2 (en tegenwoordig ook met de Hubble Space Telescope). Bijna alles wat er bekend is over Neptunus is gebaseerd op het onderzoek van Voyager 2.